# Mestosoma ethophorina
Mestosoma ethophorina är en mångfotingart som beskrevs av Kraus 1959. Mestosoma ethophorina ingår i släktet Mestosoma och familjen orangeridubbelfotingar. Inga underarter finns listade i Catalogue of Life.